# Ioan Lado de Zakal
Ioan Lado de Zakal (n. 1831 - d. 1917) a fost un mare proprietar, și baron (diplomă de noblețe din 1610), originar din Săcalu de Pădure.
A petrecut 25 ani în Italia, specializat ca și antreprenor de drumuri și poduri. A revenit din Italia cu o echipă de meseriași pietrari, cioplitori, drumari italieni (ex. Giacomuzzi, Marconi) și slovaci (ex. Dietrich), dintre care 2 familii au rămas în Răstolița. A obținut concesionarea construirii căii ferate Tg.Mureș – Miercurea Ciuc, pe care a construit-o cu echipa respectivă (inclusiv tunelurile și cantoanele de piatră zidite, dintre care mai există câteva).
De asemenea a construit drumul național Tg.Mureș – Miercurea Ciuc (înaint era un „drum de culme” prin munți).
Pe lângă terenul moștenit a mai cumpărat pământ și s-a stabilit în comuna Răstolița, unde și-a construit o casă cu etaj, care mai există și astăzi. A participat la lucrările de cadastru ale județului, multe dintre cărțile funciare originale păstrându-i semnătura.
A înființat și clădit școala din Răstolița, a lucrat – cu toate că nu avea pregătire în acest sens – ca învățător neplătit, a contribuit la construirea bisericii noi – unde a avut strană până în urmă cu câțiva ani. A preparat în pivinița sa iod, pentru a-l oferi locuitorilor care aveau gușă.
A fost căsătorit de două ori: cu Tița Görög/Grecu, care a murit la nașterea fiului său: Ioan Lado de Zakal. Ulterior s-a căsătorit cu Paraschiva Branea, cu care a avut 10 copii, dintre care au trăit patru fete, născute în comuna Răstolița: Aurora, Iuliana, Viorica și Maria.

## Actul de înnobilare
Principele Gabriel Bathory conferă lui 
Ladislau Lado de Săcal 
diploma de nobilitate, blazon și scutire de biruri
(traducere din limba latină)
"Noi, Gabriel Bathory, din mila lui Dumnezeu Principe al Transilvaniei, domn al părților anexate de la regatul Ungariei, Comite al secuilor etc. dăm de știre și facem cunoscut prin scrisoarea de față, tuturor pe care îi privește, că odată cu mijlocirea unor domni consilieri credincioși ai noștri, luând aminte și considerând credința și slujbele credincioase ale credinciosului nostru nobil LADISLAU LADO de ZACAL (Săcalul de Pădure n.n.) pe care l-a făcut și îndeplinit cu fidelitate, întâi principilor Transilvaniei, adică predecesorilor noștri și apoi nouă, conform exigenței posibilității sale și după varietatea locurilor și a timpurilor, pe același LADISLAU LADO, din milostivirea noastră specială și din plinătatea puterii noastre, am hotărât să-l scoatem din starea de rând și nobilă în care s-a născut și a stat până acuma și să-l socotim, să-l înglobăm, să-l cooptăm și introducem cu milostivire în rândul și numărul adevăraților nobili ai principatului nostru Transilvania și a părților supuse ale Ungariei, după cum îl și socotim, înglobăm si cooptăm și introducem, hotărând în chip lămurit ca de acum înainte același LADISLAU LADO și toți moștenitorii și succesorii lui de ambe sexe, să fie considerați de nobili adevărați și neîndoioși. Însemnul acestei nobilități adevărate și perfecte îi dăm și conferim cu milostivire, încuviințând și hărăzind, acest blazon sau însemn al nobilității, adică un scut militar de culoare albastră ca cerul, pe al cărui fundal sau câmp se vede un călăreț șezând pe un cal alb, ținând în mâna dreaptă o cunună verde de lauri iar în mâna stângă frâul calului; deasupra scutului este așezat un coif militar închis, pe care îl acoperă o coroană regală împodobită plăcut cu pietre prețioase și mărgăritare; din vârful coifului betele și panglici de culori variate care atârnă jos, înconjoară și împodobesc foarte frumos laturile sau marginile scutului, după cum toate acestea se văd mai bine în capul sau la începutul acestei scrisori de nobilitate, fiind pictate mai clar de o mână iscusită în arta picturii, cu milostivire îl dăm și conferim susnumitului LADISLAU LADO și tuturor moștenitorilor și urmașilor săi de ambe sexe încuviințând și hărăzind ca ei să poarte blazonul prescris sau însemnul nobilității, după obiceiul celorlalți nobili adevărați și distinși, care folosesc blazoanele în tot locul: lupte, în întrecerile cu lancea, în turnire, dueluri, loviri și în alte tot felul de lupte nobiliare și militare, precum și pe sigilii, steaguri, cortine, pânze, covoare, inele, pe case, scuturi, pavilioane, morminte, în general pe tot felul de lucruri și rândueli, ca titlu de nobilitate absolută și adevărată, prin care să-i ridice de lângă toți oamenii de orice stare, clasă, condiție, demnitate și treaptă mai înaltă, voim să-i declarăm, să-i ținem, să-i numim deosebiți de distinși ca să poată beneficia și bucura în veci, de toate onorurile, milostivirile, privilegiile, favorurile, libertățile, imunitățile și prerogativele de care ceilalti nobili adevarați, născuți și neîndoioși și oameni militari, de drept și după obiceiul vechiu se bucură, cu atât mai mult apoi pentru declarația mai amplă a bunăvoinței noastre față de acesta, am hotărât să scoatem și să scutim, să o eliberăm și să o înnobilăm casa lui, situată în moșia de mai sus Săcal, din comitatul Turda, în vecinătatea caselor iobagilor Chyonk Triff de o parte și a lui Petru Nierge de altă parte, de toate dările, taxele și contribuțiile noastre atât ordinare cât și extraordinare, de plata dărilor și a veniturilor cămării noastre, de prestarea oricăror slujbe iobăgești și particulare, de asemenea viile, semănăturile, culturile agricole și orice fel de moșteniri ale sale, le scoatem pe veci de plata dijmelor, nonelor, dărilor de cap și de plata dreptului și a consului de munte, ceea ce le scutim, le eliberăm și înnobilăm prin scrisoarea prezentă. De aceea credincioșilor, aleșilor și nobililor comiți, vicecomiți și juzi ai nobililor, strângătorilor de dare, dijmuitorilor, strângătorilor de none, computatorilor și perceptorilor noștri de tot felul de contribuții, dijme și none, conducătorilor susnumitului comitat Turda, de asemenea administratorilor și castelanilor cetății noastre VECHY (azi Brâncovenești n.n.), de asemenea juzilor și juraților posesiunii amintite mai înainte, Săcal, celor de azi, și celor care se vor rândui pe viitor, de asemenea și altora pe care îi interesează sau îi va interesa, care vor cunoaște cuprinsul scrisorii, prin aceasta le ordonăm serios și le cerem ferm, că, după ce vor primi scrisoarea de față, pe numitul LADISLAU LADO, pe toți moștenitorii și urmașii lui de ambele sexe să nu îndrăznească și să nu aibă cutezanța a-i opri, a-i tulbura, a-i molesta, a-i păgubi, într-un cuvânt la nici un fel de cenzuri, taxe și contribuțiuni ale noastre, atât ordinare cât și extraordinare, la plata dărilor și a veniturilor cămarei, de a încerca și a-i sili la plata și veniturilor cămarei, la prestarea oricăror slujbe iobăgești sau private, la plata dreptului și a consului de munte, ci acea casă și toate averile trebuie să le considerați și să le țineți cu toate mijloacele ca scutite, ocrotite, eliberate și înnobilate. Altfel să nu faceți. S-a cetit celor prezenți și s-a restituit prezentatorului. În amintirea cărui lucru și în tăria veșnică această scrisoare a noastră întărită cu puterea sigiliului nostru atârnat a hotărât și hotărât cu milostivire să-i fie predată numitului LADISLAU LADO și tuturor moștenitorilor și urmașilor săi de ambele sexe. Dat în orașul Târgu – Mureș, în ziua a șasea a lunii Februarie, anul Domnului, una mie șase sute zece. Principele Gabriel Scrisoarea serenisimului Domnului Principe LADISLAU LADO de SĂCAL scrisă, alcătuită și emisă în fața scaunului judiciar al Comitatului Turda, prezentată, publicată și proclamată în ziua de 3 martie 1610 și emisă de mine, Mihai - diacul Colosvary, notar jurat al aceluiași comitat."
Arbore Genealogic - parțial și provizoriu, al descendenților lui Ladislau Lado de Zakal (Săcal)